# Вудс-Крік (Вашингтон)
Вудс-Крік (англ. Woods Creek) — переписна місцевість (CDP) в США, в окрузі Сногоміш штату Вашингтон. Населення — 6017 осіб (2020).

## Географія
Вудс-Крік розташований за координатами 47°52′40″ пн. ш. 121°54′15″ зх. д. / 47.87778° пн. ш. 121.90417° зх. д. (47.877669, -121.904033).  За даними Бюро перепису населення США в 2010 році переписна місцевість мала площу 36,55 км², з яких 36,34 км² — суходіл та 0,21 км² — водойми.

## Демографія
Згідно з переписом 2010 року, у переписній місцевості мешкало 5589 осіб у 1940 домогосподарствах у складі 1504 родин. Густота населення становила 153 особи/км².  Було 2076 помешкань (57/км²).
Расовий склад населення:
| - 90,7 % — білих - 2,4 % — азіатів - 1,1 % — корінних американців - 0,6 % — чорних або афроамериканців - 0,3 % — вихідців з тихоокеанських островів - 2,5 % — осіб інших рас |

До двох чи більше рас належало 2,5 %. Частка іспаномовних становила 6,4 % від усіх жителів.
За віковим діапазоном населення розподілялося таким чином: 25,7 % — особи молодші 18 років, 64,7 % — особи у віці 18—64 років, 9,6 % — особи у віці 65 років та старші. Медіана віку мешканця становила 40,1 року. На 100 осіб жіночої статі у переписній місцевості припадало 100,0 чоловіків;  на 100 жінок у віці від 18 років та старших — 101,8 чоловіків також старших 18 років.
Середній дохід на одне домашнє господарство  становив 108 060 доларів США (медіана — 94 031), а середній дохід на одну сім'ю — 117 451 долар (медіана — 104 274). Медіана доходів становила 68 182 долари для чоловіків та 48 008 доларів для жінок. За межею бідності перебувало 8,0 % осіб, у тому числі 14,3 % дітей у віці до 18 років та 7,9 % осіб у віці 65 років та старших.
Цивільне працевлаштоване населення становило 2809 осіб. Основні галузі зайнятості: освіта, охорона здоров'я та соціальна допомога — 17,1 %, будівництво — 14,5 %, виробництво — 13,8 %.